# ᶭ
Cette page contient des caractères spéciaux ou non latins. S’ils s’affichent mal (▯, ?, etc.), consultez la page d’aide Unicode.
ᶭ, appelée m culbuté à long fût en exposant, m culbuté à long fût supérieur ou lettre modificative m culbuté à long fût, est un symbole utilisé dans certaines transcriptions phonétiques proches de l’alphabet phonétique international. Il est formé de la lettre m culbuté à long fût mise en exposant.

## Utilisation
Le m culbuté à long fût en exposant est parfois utilisé pour représenter pour indiquer la vélarisation d’une consonne, par exemple [tᶭ],.
Dans l’alphabet phonétique international, la vélarisation est normalement indiquée à l’aide de gamma en exposant, par exemple [tˠ].

## Représentations informatiques
La lettre modificative m culbuté à long fût peut être représenté avec les caractères Unicode suivants (Latin étendu – extensions phonétiques – supplément) :
| formes       | représentations | chaînes de caractères | points de code | descriptions                                       | note                            |
| ------------ | --------------- | --------------------- | -------------- | -------------------------------------------------- | ------------------------------- |
| modificative | ᶹ               | ᶭ                     | U+1DAD         | lettre modificative minuscule m culbuté à long fût | codé pour le symbole phonétique |